# Zeithain
Zeithain je obec v německé spolkové zemi Sasko. Nachází se v zemském okrese Míšeň a má přibližně 5 600 obyvatel.

## Historie
První písemná zmínka o vesnici pochází z roku 1234, kdy je lokalita zmiňována jako in Cytene. Roku 1970 byla k Zeithainu připojena do té doby samostatná obec Neudorf, v roce 1994 obce Jacobsthal, Kreinitz a Lorenzkirch, roku 1999 Gohlis a nakonec v roce 2002 Röderau-Bobersen.

## Přírodní poměry
Zeithain leží na severovýchodě zemského okresu Míšeň severně od velkého okresního města Riesa na hranici spolkových zemí Sasko a Braniborsko. Od jihu směrem na západ tvoří hranici obce řeka Labe; všechny místní části obce leží na jejím pravém břehu. Velkou část území severně od vsi Zeithain zaujímá bývalý vojenský prostor (uzavřen roku 2007), který se značně překrývá s přírodní rezervací Gohrischheide und Elbniederterrasse Zeithain. Obcí prochází železniční trati Drážďany–Lipsko, Riesa–Elsterwerda (se zastávkou Zeithain) a Riesa–Falkenberg.

## Správní členění
Zeithain se dělí na 11 místních částí:
- Cottewitz
- Gohlis
- Jacobsthal
- Kreinitz
- Lorenzkirch
- Moritz
- Neudorf
- Promnitz
- Röderau-Bobersen
- Zeithain
- Zschepa

## Pamětihodnosti
- kostely v Jacobsthalu, Lorenzkirchu, Kreinitz a Röderau
- památník Ehrenhain Zeithain
- vodní věž v Neudorfu

## Osobnosti
- Wolfgang Paul (1913–1993), fyzik